# 정동심곡바다부채길

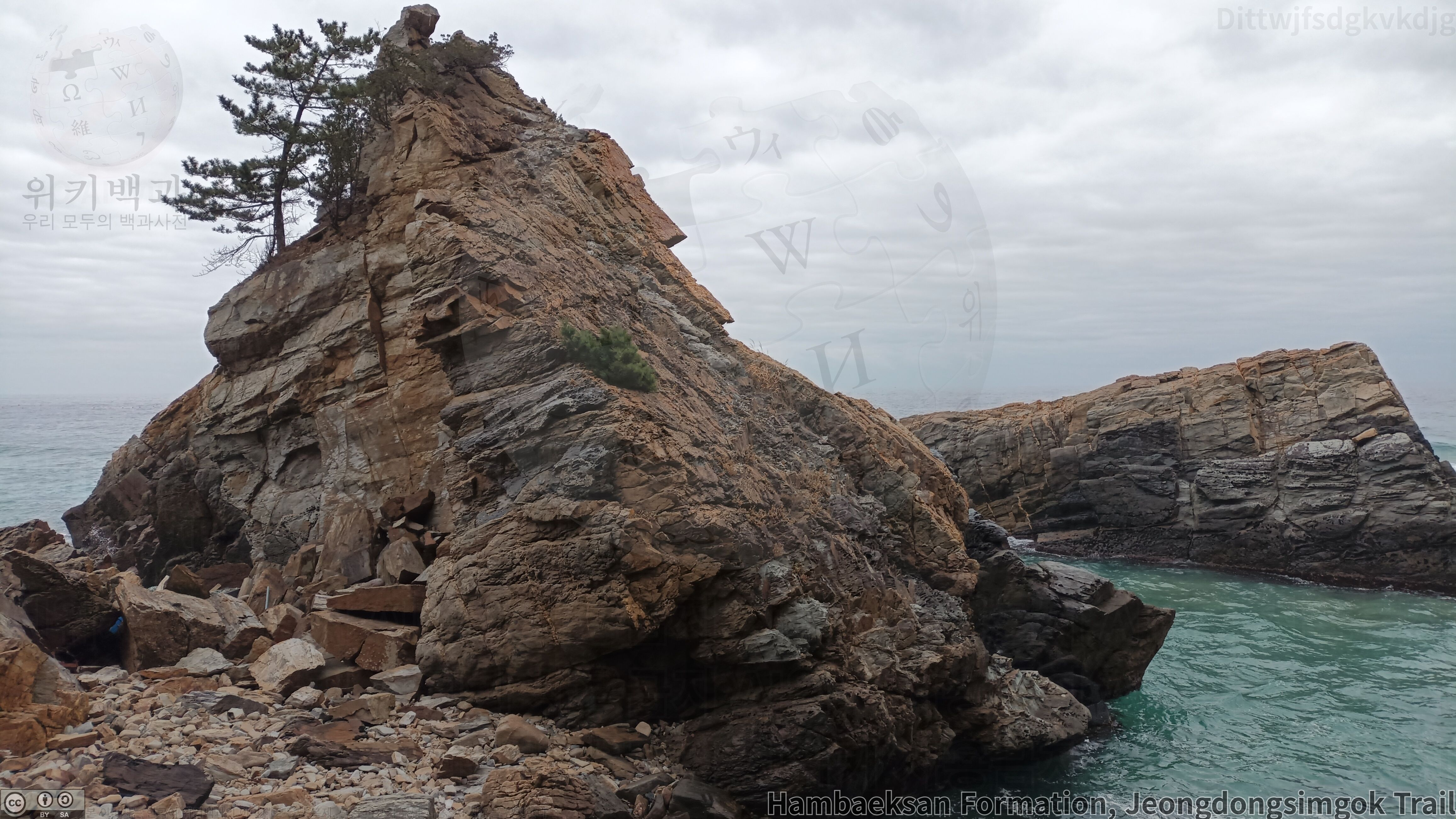
정동심곡바다부채길과 평안 누층군

정동심곡 바다부채길은 강원특별자치도 강릉시 강동면 심곡리와 정동진리 해안에 설치된 연장 3.01km의 해안길이다. 이 해안길을 따라 고생대의 퇴적암 지층이자 강릉탄전의 일부인 평안 누층군 함백산층의 노두가 대규모로 드러나 있다. 부채바위와 투구바위 등 여러 문화유산이 있다.

## 개요

### 배경
정동심곡바다부채길의 정동은 정동진의 정동(征東)을 의미하며 심곡은 깊은 골짜기[深谷]를 의미한다. 해안길의 명칭은 하늘에서 보면 바다를 향해 부채를 펼쳐 놓은 모양과 같아 '바다부채길'이라는 이름이 붙었다. 강릉시~삼척시는 1996년 강릉지역 무장공비 침투사건이 발생하였고 해안경비를 위해 대한민국 육군 제23보병사단이 주둔하고 있으며 바다부채길은 해안경비와 군 경계근무를 위한 정찰로로만 사용되어 오랫동안 민간의 출입을 통제했다가 개방하였기 때문에 현재도 해안길 곳곳에 철조망과 군 초소 같은 군사시설물이 남아 있다. 강릉시는 2012년부터 70억원을 들여 2016년 10월 일반인들에게 개방했으며 2017년 6월부터 8월까지 109만명이 넘는 관광객들이 이곳을 찾을 만큼 인기를 누렸다. 2020년 태풍 하이선과 태풍 마이삭 피해로 문을 닫았다가 2022년 10월 전면 재개장했다.

### 구간
정동심곡바다부채길은 해파랑길 35구간에 포함되지 않는다. 정동심곡 바다부채길은 강릉시 강동면 심곡리 심곡항 북쪽의 매표소에서 정동진 해안단구의 정동항 매표소까지 총 3.01km로 이어지며 중간에 부채바위, 투구바위 등의 명소가 있다. 무료주차장은 강릉시 강동면 심곡리 심곡항의 공영주차장(강릉시 강동면 심곡리 157-22)이 있다. 이번에 신규로 개장한 구간은 정동항에서 몽돌해변까지 계단이 없어 노약자부터 장애인, 어린이를 동반한 가족 누구나 즐길 수 있어 '무장애 관광도시'라는 더욱 큰 의미를 지니고 있다.

### 개방 시간
정동심곡바다부채길은 하절기(4~10월)에는 오전 8시부터 오후 5시 30분까지, 동절기(11~3월)에는 오전 9시부터 오후 16시 30분까지 개방하고 풍랑, 강풍, 태풍 등 기상 악화시 출입이 통제된다. 2024년 강릉관광개발공사는 8월 25일까지 금·토·일요일에 정동·심곡 바다부채길을 조기 개장하기로 했다고 밝혔다. 바다부채길 전 구간의 입장 시간은 기존 오전 9시에서 오전 8시로 앞당겨진다. 또한 정동항 매표소에서 몽돌해변 광장까지 오후 6시부터 오후 8시 30분까지 야간 개방하게 된다.

### 유의 사항
정동심곡바다부채길은 바다 그리고 퇴적암인 평안 누층군으로 구성된 절벽에 아주 가까워 파도와 낙석에 주의하여야 한다. 낙석에 대비해 입구에서 헬멧을 제공한다. 탐방로 내에는 화장실이 없으며 탐방로 대부분이 구멍이 뚫린 철판으로 되어 있는 구간이 많아 구두를 신을 수 없다. 바다부채길 탐방로 내 군부대 시설물은 군사기지 및 군사시설 보호법에 따라 사진 촬영과 인터넷 노출이 금지되며, 동식물채집 및 토석을 채취하는 행위와 반려동물 동반도 금지된다. 정동항으로 이전한 정동매표소 주변에는 주차장이 없어 정동매표소로 입장하실 경우 외부 주차장 이용 후 도보 이동(최대 25분).

### 입장료
정동심곡바다부채길은 유료로 입장료는 아래와 같다. 2023년 물가 인상 등의 사유로 일반 개인 관광객의 입장료는 기존 3,000원에서 5,000원으로, 단체 관광객은 기존 2,500원에서 4,500원으로 각각 인상되었다.
| 구분                                                      | 구분               | 개인  | 30인이상 단체 |
| --------------------------------------------------------- | ------------------ | ----- | ------------- |
| 일반 관광객                                               | 일반               | 5,000 | 4,500         |
| 일반 관광객                                               | 중고등학생 및 군경 | 4,000 | 3,500         |
| 일반 관광객                                               | 초등학생           | 3,000 | 2,500         |
| 강릉시 및 교류도시 시민                                   | 일반               | 3,000 | 3,000         |
| 강릉시 및 교류도시 시민                                   | 중고등학생 및 군경 | 2,500 | 2,500         |
| 강릉시 및 교류도시 시민                                   | 초등학생           | 1,500 | 1,500         |
| 무료 : 만65세 이상, 국가유공자, 장애인, 기초생활수급자 등 |                    |       |               |

- 교류도시 : 서울특별시 강서구, 서초구, 대전광역시 서구, 대구광역시 북구, 경기도 부천시, 파주시, 경상북도 안동시

## 문화유산
정동심곡바다부채길을 따라 퇴적암 지층인 평안 누층군으로 구성된 투구바위와 부채바위가 있으며 이 바위에는 각각 전설이 존재한다.

### 부채바위
부채바위는 평안 누층군의 퇴적암으로 구성되며 층리가 서쪽으로 기울어 있는 모습을 관찰할 수 있다.

### 투구바위와 육발호랑이
투구바위는 평안 누층군의 퇴적암으로 구성된 바위이며 투구를 쓴 장수의 모습과 닮아서 투구바위라고 불린다. 투구바위에는 고려의 강감찬 장군과 관련된 설화과 전해 내려온다. 투구바위 일대에서는 습곡 구조가 관찰된다.
투구바위와 육발호랑이의 전설 (A story of Helmet rock(Tugubawi Rock) and sixfooted tiger)
이 지역 주민들은 예전부터 바위의 생김새가 투구를 쓴 장수의 모습과 닮아서 투구바위라고 불러 왔습니다. 또한 이 지역 에 내려오는 설화 중 고려시대 명장인 강감찬 장군과 관련된 육발호랑이의 내기 바둑 두기라는 설화가 있는데 여기서 육발호랑이는 발가락이 여섯 개인 무서운 호랑이라 합니다.
아주 옛날 육발호랑이가 밤재길을 넘어가는 사람들을 내려다보고 있다가 스님으로 변해 내기 바둑을 두자고 하고, 이기면 사람들을 잡아먹었습니다. 당시에는 강릉으로 넘어가는 길이 밤재길밖에 없어 많은 사람들이 호랑이에게 죽임을 당했다고 합니다. 마침 강감찬 장군이 강릉에 부임하여 육발호랑이에게 '이 편지를 받은 즉시 이곳을 떠나거라, 만약 떠나지 않으면 일족을 멸하겠다.' 라고 편지를 보내자 육발호랑이는 강감찬 장군임을 알아보고 백두산으로 도망을 갔으며 더 이상 죽는 사람이 없어졌다고 합니다. 투구바위의 동해 바다를 바라보는 비정한 모습이 당시 용맹스러운 강감찬 장군의 형상으로 비춰집니다.

The residents of this area have called the helmet rocks to have a shape of helmeted commander. There is also a tale, related to General Kang Gam-chan, about six-footed tiger playing baduk. The name 'six-footed tiger' means a scary tiger with six toes. A long time ago, a six-footed tiger was looking down on people who crossed Bamjae-road. He turned into a monk and asked people to play baduk. When he won, he ate them. At the time, Bamjae-road was the only way to go to Gangneung, so many people killed by him. When General Kang Gam-chan assigned Gangneung and wrote to the tiger, 'Leave here immediately, if you don't leave I will destroy your whole family. The tiger find out the writer of that letter was General Kang Gam Chan. So the tiger fled to the Baekdu Mountain and disappeared forever. The Helmet rock facing the Sea of East figures the brave General Kang Gam-Chan.— 현지 안내문

## 지질
정동심곡 바다부채길에는 아래 사진과 같이 평안 누층군 함백산층의 역질/조립질사암, 셰일과 경사층리, 사층리, 습곡, 암맥 등 다양한 지질구조를 관찰할 수 있다. 특히 바다부채길을 따라 노출된 평안 누층군에는 소규모 암맥이 다수 관찰된다.

### 사진
정동심곡 바다부채길의 평안 누층군
- 서쪽으로 경사진 평안 누층군의 층리
북위 37° 39′ 59.8″ 동경 129° 03′ 16.8″ / 북위 37.666611°  동경 129.054667°
- 평안 누층군의 조립질사암
북위 37° 40′ 01.5″ 동경 129° 03′ 18.0″ / 북위 37.667083°  동경 129.055000°
- 평안 누층군의 조립질사암
북위 37° 40′ 02.0″ 동경 129° 03′ 18.8″ / 북위 37.667222°  동경 129.055222°
- 평안 누층군을 관입한 암맥
북위 37° 40′ 01.9″ 동경 129° 03′ 18.7″ / 북위 37.667194°  동경 129.055194°
- 북위 37° 40′ 01.9″ 동경 129° 03′ 18.7″ / 북위 37.667194°  동경 129.055194°
- 평안 누층군을 관입한 암맥
북위 37° 40′ 02.3″ 동경 129° 03′ 19.0″ / 북위 37.667306°  동경 129.055278°
- 남서쪽으로 경사진 평안 누층군
북위 37° 40′ 06.2″ 동경 129° 03′ 21.0″ / 북위 37.668389°  동경 129.055833°
- 남서쪽으로 경사진 평안 누층군
북위 37° 40′ 07.5″ 동경 129° 03′ 22.9″ / 북위 37.668750°  동경 129.056361°
- 부채바위와 서쪽으로 경사하는 평안 누층군
북위 37° 40′ 21.6″ 동경 129° 03′ 24.9″ / 북위 37.672667°  동경 129.056917°
- 평안 누층군의 사층리
북위 37° 40′ 18.5″ 동경 129° 03′ 25.4″ / 북위 37.671806°  동경 129.057056°
- 북위 37° 40′ 33.3″ 동경 129° 03′ 19.3″ / 북위 37.675917°  동경 129.055361°
- 북위 37° 40′ 34.5″ 동경 129° 03′ 18.5″ / 북위 37.676250°  동경 129.055139°
- 북위 37° 40′ 34.5″ 동경 129° 03′ 18.3″ / 북위 37.676250°  동경 129.055083°
- 북위 37° 40′ 35.8″ 동경 129° 03′ 14.4″ / 북위 37.676611°  동경 129.054000°
- 투구바위 정면
북위 37° 40′ 38.5″ 동경 129° 03′ 10.8″ / 북위 37.677361°  동경 129.053000°
- 투구바위 측면
- 투구바위 부근 습곡
북위 37° 40′ 37.5″ 동경 129° 03′ 12.9″ / 북위 37.677083°  동경 129.053583°
- 평안 누층군을 관입한 암맥
북위 37° 40′ 40.5″ 동경 129° 03′ 08.8″ / 북위 37.677917°  동경 129.052444°
- 서쪽으로 경사진 평안 누층군
북위 37° 40′ 40.7″ 동경 129° 03′ 08.4″ / 북위 37.677972°  동경 129.052333°
- 평안 누층군을 관입한 암맥
북위 37° 40′ 42.2″ 동경 129° 03′ 07.7″ / 북위 37.678389°  동경 129.052139°
- 경사층
북위 37° 40′ 42.8″ 동경 129° 03′ 06.9″ / 북위 37.678556°  동경 129.051917°
- 하부 백색사암과 상부 흑색셰일
북위 37° 40′ 43.1″ 동경 129° 03′ 05.4″ / 북위 37.678639°  동경 129.051500°
- 북위 37° 40′ 51.1″ 동경 129° 02′ 56.6″ / 북위 37.680861°  동경 129.049056°
- 북위 37° 40′ 52.0″ 동경 129° 02′ 55.3″ / 북위 37.681111°  동경 129.048694°
- 평안 누층군을 관입한 암맥
북위 37° 40′ 42.8″ 동경 129° 03′ 07.4″ / 북위 37.678556°  동경 129.052056°
- 해안의 경사층
북위 37° 40′ 05.8″ 동경 129° 03′ 21.0″ / 북위 37.668278°  동경 129.055833°

## 같이 보기
- 강릉시의 지질
- 평안 누층군 함백산층
- 초곡용굴촛대바위길
- 송도반도 지질탐방로
- 정동진